# بصمة إصبع

شكل بصمة الإصبع

بصمة الإصبع هي علامة مميزة لكل شخص أثبتها العالم وليم هرشلو، تُعتمد في التعرف على هوية الشخص، وعادة تكون بصمة الإبهام.

## التسمية
البصمة كلمة تركية، يدل معناها على الطباعة، علماً بأنها لا ُتعمل في اللغة التركية بنفس الدلالة العربية، ويشابه معنى البصمة كلمة «دمغة وطمغة» التي هي أيضاً تركية.

## نبذة تاريخية

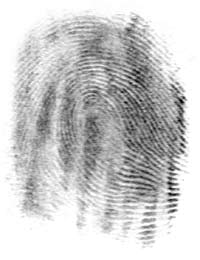

أول من اكتشف هذه الظاهرة هم الصينيون منذ 2000 سنة حيث كان الأباطرة يوقعون على الوثائق المهمة ببصمات إبهامهم. وفي عام 1877 ابتكر هنري فولدز طريقة تصوير البصمة على ورقة باستخدام حبر المطابع الأسود. لكن العالم الإنجليزي السير فرانسيس غالتون عام 1892 هو أول من أثبت أنه لا توجد بصمتا إصبعين متطابقتان، كما أكد أن صورة البصمة لأي إصبع تبقى كما هي طوال حياته. وفي عام 1901 طبقت شرطة التحقيقات الشهيرة في لندن سكوتلانديارد نظام التعرف على المجرمين من خلال بصمات أصابعهم، وهذا النظام طوّره السير ادوارد هنري، مع بعض التعديلات وهو النظام الذي تطبقه دوائر الشرطة في العالم إلى اليوم.